# Krankenhaus St. Vinzenz Zams

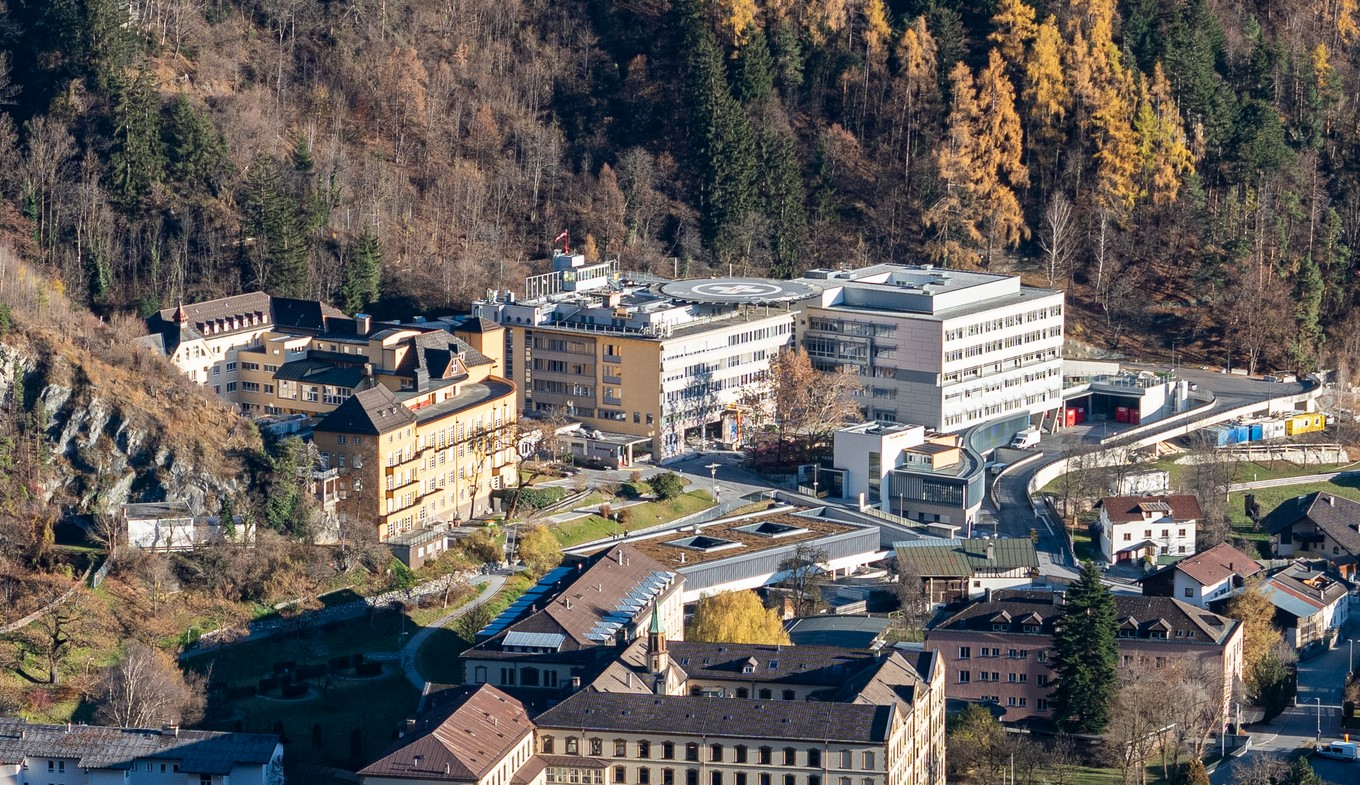
Krankenhaus St. Vinzenz

Das Krankenhaus St. Vinzenz ist ein Krankenhaus in Zams. Es gehört der Ordensniederlassung der Barmherzigen Schwestern des Heiligen Vinzenz von Paul in Zams. Es dient der medizinischen Versorgung der Bevölkerung und Touristen des Tiroler Oberlandes in den Bezirken Imst und Landeck. Das Haus verfügt über 360 Betten und beschäftigt rund 1000 Mitarbeiter.

## Geschichte
Ab 1350 gab es in Zams eine kleine Herberge für Arme und Notdürftige, die Kranken, Hilflosen und Durchreisenden Schutz und Hilfe bot. Mit der Verarmung des einst wohlhabenden Dorfes verwahrloste auch das kleine Spital am Ortsrand und wurde für andere Aufgaben genutzt.
Nikolaus Tolentin Schuler, seit 1805 Pfarrer und Dekan in Zams, beschloss angesichts der dramatischen Situation der Armen und Kranken, ein neues Krankenhaus zu bauen. Da die Gemeinde den Plan nicht unterstützte, ließ er 1811 aus eigenen Mitteln ein zweistöckiges Gebäude mit 15 Zimmern für rund fünfzig Kranke erbauen.
Zunächst pflegten Mädchen und Frauen aus der Umgebung die Patienten. Als klar wurde, dass man auf Dauer geschulte Pflegerinnen brauchte, wurde Katharina Lins, die von Anfang an im Haus tätig gewesen war, zu den Barmherzigen Schwestern des Hl. Vinzenz von Paul nach Straßburg geschickt, wo sie zur Krankenschwester ausgebildet wurde und in die Gemeinschaft der Barmherzigen Schwestern eintrat. In Zams schlossen sich ihr weitere Pflegerinnen an und 1826 wurde die Gemeinschaft der Barmherzigen Schwestern des hl. Vinzenz von Paul in Zams offiziell anerkannt.
1870 wurde das Krankenhaus durch Brandstiftung völlig zerstört. Die damalige Generaloberin Borgias Aloys ließ am Talboden ein Mutterhaus und am ursprünglichen Ort ein neues Krankenhaus errichten, das 1881 als „Allgemeines öffentliches Krankenhaus St. Vinzenz von Paul“ eröffnet wurde. Stark beansprucht wurde es beim Bau der Arlbergbahn von 1880 bis 1884 und im Ersten Weltkrieg, als es auch als Lazarett diente.
Von 1930 bis 1934 wurden nach Plänen von Willibald Braun ein Isoliergebäude und mehrere Erweiterungsbauten errichtet. Im Zweiten Weltkrieg diente ein Großteil des Krankenhauses wiederum als Lazarett. Zum Schutz vor Luftangriffen wurde ein großer Stollen in den dahinter liegenden Felsen geschlagen, wohin die Verletzten bei Fliegeralarm gebracht wurden. 
In der Nachkriegszeit wurde das medizinische Leistungsspektrum erweitert und eine Krankenpflegeschule mit Wohnheim errichtet. 1950, 1990 und 2021 kamen weitere Bauten hinzu.

## Gebäude
Das nach dem Brand 1870 neu erbaute Gebäude wurde von 1908 bis 1910 durch einen Zubau erweitert, und von 1930 bis 1934 wurde der Nordtrakt nach Plänen von Willibald Braun errichtet. Die Anlage über U-förmigem Grundriss umschließt einen Innenhof, das ursprüngliche Hauptgebäude von 1910 bildet den nordöstlichen Flügel, der 1934 durch einen rechtwinklig geknickten Verbindungstrakt mit dem neu errichteten südwestlichen Bettentrakt verbunden wurde. Dieser ist ein langgestreckter, leicht geschwungener, viergeschoßiger Bau mit Flachdach, nach Norden ist er fünfgeschoßig durch turmartige Risaliten mit Walmdach und Dachhäuschen abgeschlossen. 1950, 1990 und 2021 wurden weitere Trakte angebaut.
Der an den Nordtrakt südlich anschließende Kapellentrakt mit Turm wurde um 1934 ebenfalls nach Plänen von Willibald Braun errichtet. Die Kapelle ist ein dreiachsig gegliederter Raum mit erhöhter Mittelachse mit Betonbalkendecke. Die Entwürfe für die Glasfenster und das Wandbild des hl. Vinzenz stammen von Carl Rieder.
Betten- und Kapellentrakt sowie Trakt A und B stehen unter Denkmalschutz.